# Lost in France
«Lost in France» (с англ. — «Потерялась во Франции») — песня, записанная валлийской певицей Бонни Тайлер. Она была выпущена в качестве сингла с альбома The World Starts Tonight в сентябре 1976 года на лейбле RCA Records. Авторами, продюсерами и композиторами стали Ронни Скотт и Стив Вольф. «Lost in France» был вторым синглом Тайлер и первым хитом в её карьере.
Песня получила высокую оценку критиков, хотя некоторые сравнивали её со следующим синглом «More Than a Lover», который привлекал их за его противоречивый характер. «Lost in France» был коммерчески успешен, он имеет серебряную сертификацию от Британской ассоциации производителей фонограмм за более чем 250 000 проданных копий.

## Чарты

### Еженедельные чарты
| Чарт (1976)                     | Пиковая позиция |
| ------------------------------- | --------------- |
| Австралия (Kent Music Report)   | 18              |
| Австрия (Ö3 Austria Top 40)     | 12              |
| Бельгия/Фландрия (Ultratop 50)  | 21              |
| ФРГ (GfK)                       | 3               |
| Нидерланды (Dutch Top 40)       | 20              |
| ЮАР (Springbok Radio)           | 2               |
| Швеция (Sverigetopplistan)      | 13              |
| Великобритания (OCC UK Singles) | 9               |

### Годовые чарты
| Чарт (1977)                | Позиция |
| -------------------------- | ------- |
| Германия (Jahreshitparade) | 14      |
| ЮАР (Springbok Radio)      | 20      |

## Сертификации и продажи
| Регион | Сертификация | Продажи  |
| --- | ------------ | -------- |
| Великобритания (BPI) | Серебряный   | 250 000^ |
| * Данные о продажах приведены только на основе сертификации. ^ Данные о тиражах приведены только на основе сертификации. |              |          |